# Achille Emana
Achille Emana Edzimbi (født 5. juni 1982 i Yaoundé, Cameroun) er en camerounsk fodboldspiller, der spiller som midtbanespiller hos Mumbai City i Indien. Tidligere har han optrådt for blandt andet franske Toulouse FC, Real Betis, Al Hilal samt Al Ahli.

## Landshold
Emana har (pr. marts 2018) spillet 42 kampe og scoret seks mål for Camerouns landshold, som han debuterede for i 2003. Han har repræsenteret sit land ved Confederations Cup 2003, ved Africa Cup of Nations i både 2006, 2008 og 2010, samt ved VM i 2010 i Sydafrika.